# Dana Zátopková
Dana Zátopková z domu Ingrová (ur. 19 września 1922 we Frysztacie, zm. 13 marca 2020 w Pradze) – czeska lekkoatletka, oszczepniczka, mistrzyni olimpijska. Żona znanego biegacza Emila Zátopka.
Urodziła się we Frysztacie. W 1930 wraz z rodziną przeniosła się do Ołomuńca.
Zátopková startowała czterokrotnie na Igrzyskach Olimpijskich, po raz pierwszy w 1948 w Londynie, gdzie zajęła 7. miejsce. W tym samym roku w dniu urodzin (Dana i Emil urodzili się tego samego dnia) wyszła za mąż za Emila Zátopka. Na Igrzyskach Olimpijskich w 1952 Zátopková zdobyła złoty medal, natomiast jej mąż aż 3 złote medale. Na kolejnych Igrzyskach zajęła miejsce tuż za podium, ale w 1960 udało jej się powrócić do wysokiej formy i zdobyła srebrny medal olimpijski.
Zátopková była również dwukrotnie mistrzynią Europy: w 1954 i w 1958. Dwukrotnie ustanawiała również rekord Europy, a raz rekord świata – w 1958 rzutem na odległość 55,73 m. W kraju 13-krotnie zdobywała tytuł mistrzyni Czechosłowacji oraz 14-krotnie ustanawiała rekord kraju w rzucie oszczepem.

## Odznaczenia
- Medal Za Zasługi II Stopnia – 2003[5]